# Georg Gripenstad
Georg Adolf Artur Gripenstad, född 12 september 1919 i Västerviks församling, död 15 april 2015 i Haparanda församling, var en svensk präst och översättare.
Gripenstad gick först i Fjellstedtska skolan i Uppsala och blev 1939 student vid Uppsala universitet. Han blev teol. kand. 1944 och prästvigdes i december samma år. År 1957 blev han också fil. mag. vid Uppsala universitet. Efter missiv till Tärendö, Junosuando och Jukkasjärvi församlingar blev Gripenstad komminister i Muonionalusta församling 1947 samt var adjunkt vid Kiruna högre allmänna läroverk 1957–1958 och vid Haparanda högre allmänna läroverk 1958–1963. I februari 1963 blev Gripenstad kyrkoherde i Karesuando församling. 
Gripenstad, som var smålänning, lärde sig finska och samiska samt översatte från bägge dessa språk. Han var sakkunnig och medarbetare i utarbetandet av lapska psalmboken 1958 och finska psalmboken 1972. Därigenom anses han ha haft stor betydelse för att stärka nordsamiskans ställning i svenskt kyrkoliv. Gripenstad översatte också skrifter av Lars Levi Læstadius, som verkade i samma församling som Gripenstad, men även andra böcker med anknytning till regionen.
Han utnämndes 1986 till filosofie hedersdoktor vid Umeå universitet och var ledamot av Nordstjärneorden.